# Cale ferată de mare viteză

Harta rețelei europene de căi ferate de mare viteză

Harta rețelei de căi ferate de mare viteză din Asia de Est

O cale ferată de mare viteză este un tip de infrastructură feroviară pe care transportul este operat semnificativ mai rapid decât pe infrastructura convențională, prin folosirea unui sistem integrat de material rulant și linii dedicate. Deși în lume nu există un standard armonizat, noile linii pe care trenurile de mare viteză pot circula cu peste 250 km/h și liniile existente care permit circulația cu peste 200 km/h sunt în general considerate căi ferate de mare viteză. Uneori, termenul este folosit și în cazul liniilor cu viteze mai mici din regiuni în care acestea reprezintă totuși îmbunătățiri semnificative față de situația anterioară. La nivel mondial, primul astfel de sistem a fost pus în funcțiune în Japonia, în 1964, și a devenit cunoscut sub numele de tren glonț. Trenurile de mare viteză operează în mod normal pe linii cu ecartament normal și șine sudate continuu, pe trasee denivelate, cu raze de curbură foarte largi.
Multe țări au construit căi ferate de mare viteză cu scopul de a-și conecta marile orașe, spre exemplu Austria (Railjet), Belgia (Thalys, Eurostar, ICE și TGV), China (Fuxing), Franța (TGV - Train de Grande Vitesse, Eurostar și Thalys), Olanda (Thalys, ICE-3), Germania (ICE-3 - InterCity Express-3, Thalys), Italia (Frecciarossa), Japonia (Shinkansen), Finlanda, Estonia, Letonia, Lituania și Polonia (linia comună Rail Baltica), Portugalia (AP - Alfa Pendular), Rusia (Sapsan), Coreea de Sud (KTE - Korea Train Express), Spania (AVE - Alta Velocidad Española), Suedia (Bothniabanan), Taiwan (THSR - Taiwan High Speed Rail), Turcia (YHT - Yüksek Hızlı Tren), Marea Britanie (Eurostar, ICE-3), Statele Unite (Acela Express) și Uzbekistan (Afrosiyob).

## Situația în 2016
| Clasament | Țară           | În uz (km) | În construcție (km) | Planificați (km) | Total pe țară (km) |
| --------- | -------------- | ---------- | ------------------- | ---------------- | ------------------ |
| 1         | China          | 21.688     | 10.201              | 1.945            | 33.834             |
| 2         | Japonia        | 3.041      | 402                 | 179              | 3.622              |
| 3         | Spania         | 2.871      | 1.262               | 1.327            | 5.460              |
| 4         | Franța         | 2.142      | 634                 | 1.786            | 4.562              |
| 5         | Germania       | 1.475      | 368                 | 324              | 2.167              |
| 6         | Italia         | 1 437      | 152                 | 221              | 1 810              |
| 7         | Turcia         | 688        | 469                 | 1.134            | 2.291              |
| 8         | Coreea de Sud  | 598        | 61                  | 49               | 708                |
| 9         | Statele Unite  | 362        | 483                 | 1.029            | 1.874              |
| 10        | Taiwan         | 354        | 0                   | 0                | 354                |
| 11        | Belgia         | 209        | 0                   | 0                | 209                |
| 12        | Olanda         | 120        | 0                   | 0                | 120                |
| 13        | Marea Britanie | 113        | 0                   | 543              | 656                |
| 14        | Elveția        | 92         | 15                  | 0                | 107                |
| 15        | Austria        | 48         | 218                 | 0                | 266                |
| 16        | Arabia Saudită | 0          | 550                 | 0                | 550                |
| 17        | Iran           | 0          | 425                 | 870              | 1.295              |
| 18        | Maroc          | 0          | 183                 | 480              | 663                |
| 19        | Danemarca      | 0          | 56                  | 0                | 56                 |
| 20        | India          | 0          | 0                   | 4.630            | 4.630              |
| 21        | Rusia          | 0          | 0                   | 2.978            | 2.978              |
| 22        | Africa de Sud  | 0          | 0                   | 2.390            | 2.390              |
| 23        | Australia      | 0          | 0                   | 1.749            | 1.749              |
| 24        | Vietnam        | 0          | 0                   | 1.600            | 1.600              |
| 25        | Canada         | 0          | 0                   | 1.590            | 1.590              |
| 26        | Egipt          | 0          | 0                   | 1.210            | 1.210              |
| 27        | Polonia        | 0          | 0                   | 1.127            | 1.127              |
| 28        | Kazahstan      | 0          | 0                   | 1.011            | 1.011              |
| 29        | Cehia          | 0          | 0                   | 890              | 890                |
| 30        | Suedia         | 0          | 0                   | 740              | 740                |
| 31        | Rail Baltica   | 0          | 0                   | 740              | 740                |
| 32        | Portugalia     | 0          | 0                   | 596              | 596                |
| 33        | Brazilia       | 0          | 0                   | 511              | 511                |
| 34        | Norvegia       | 0          | 0                   | 333              | 333                |
| 35        | Mexic          | 0          | 0                   | 210              | 210                |
| 36        | Qatar          | 0          | 0                   | 180              | 180                |
| 37        | Indonezia      | 0          | 0                   | 160              | 160                |

Doar în Europa există căi ferate de mare viteză transfrontaliere. În decembrie 2016, China avea 22.000 km de căi ferate de mare viteză, reprezentând circa două treimi din totalul mondial.
Deși infrastructura de mare viteză este folosită în general pentru transportul pasagerilor, există și linii utilizate pentru transportul de marfă.